# 파시그강
파시그강(Pasig River, 필리핀어: Ilog Pasig)은 필리핀에 있는 강으로 베이호(라구나 드 베이)와 마닐라만을 연결해주고 있다. 25km를 뻗어있으며, 메트로 마닐라를 두 개로 나눈다. 주요 지류는 마리카나강과 산후안강이다.

## 개요
파시그강은 원래 조류로 형성된 어귀이며, 베이호의 조수 차에 따라 물의 흐름이 바뀐다. 건기에 라구나 드 베이의 수위가 낮으면, 파시그강의 흐름은 조수에 따라 달라진다. 우기에는 호수의 수위가 높아지고, 흐름은 라구나 드 베이에서 마닐라만으로 흐른다.
파시그강은 스페인 식민지 시대에는 중요한 교통로였다. 그러나 관리 소홀과 산업의 발달로 이해 강은 매우 오염되었고, 생태학적으로 생명이 살 수 없는 죽은 강이 되어버렸다.
파시그강의 생태 위원회(PRRC)는 강을 살리기 위해 설립되었다. 파시그강 상태 위원회를 지원하는 것은 개별 기관에 의존한다.

## 같이 보기
- 베이호
- 마닐라만